# St. Augustinus (Menden)

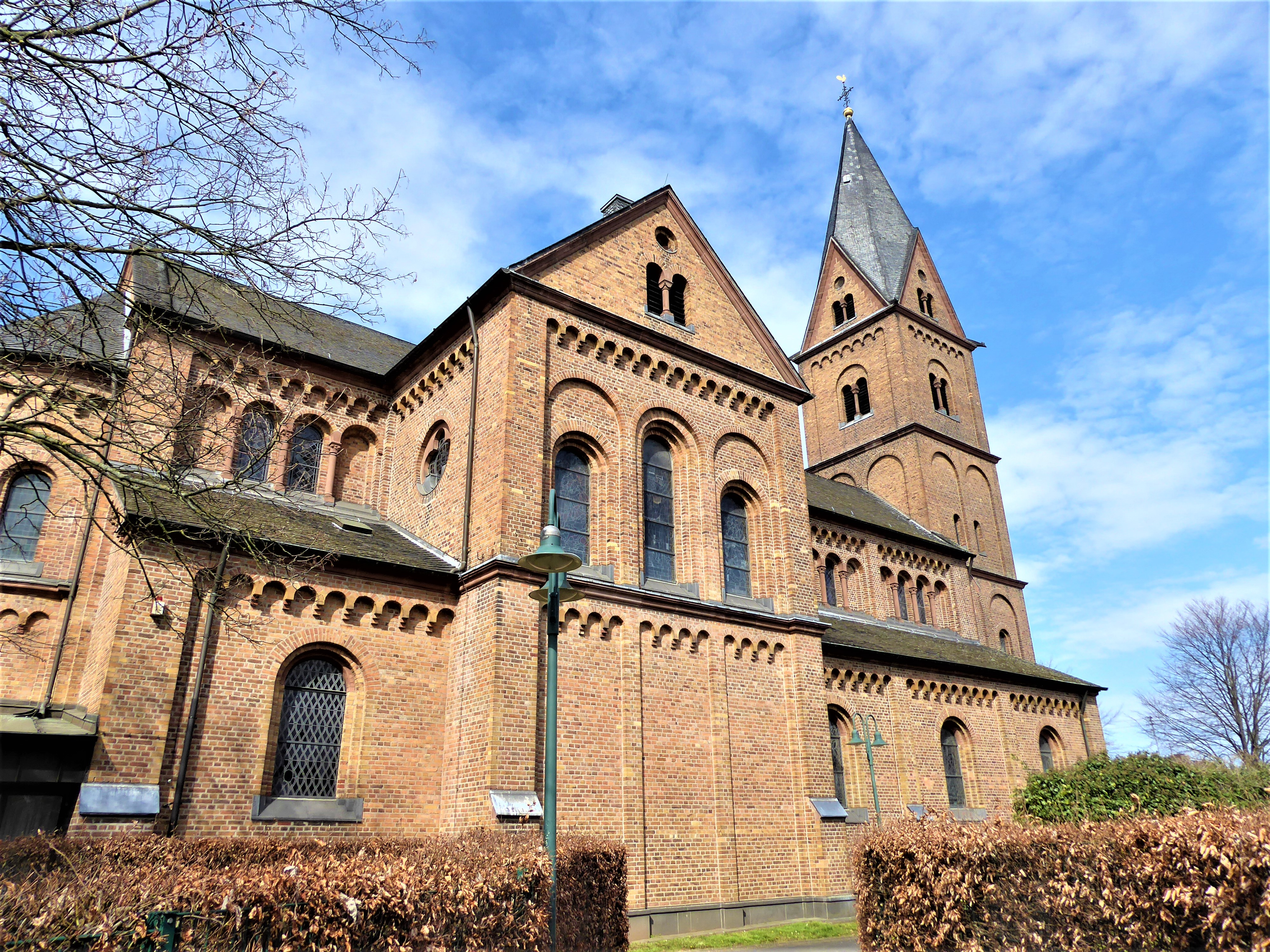
St. Augustinus

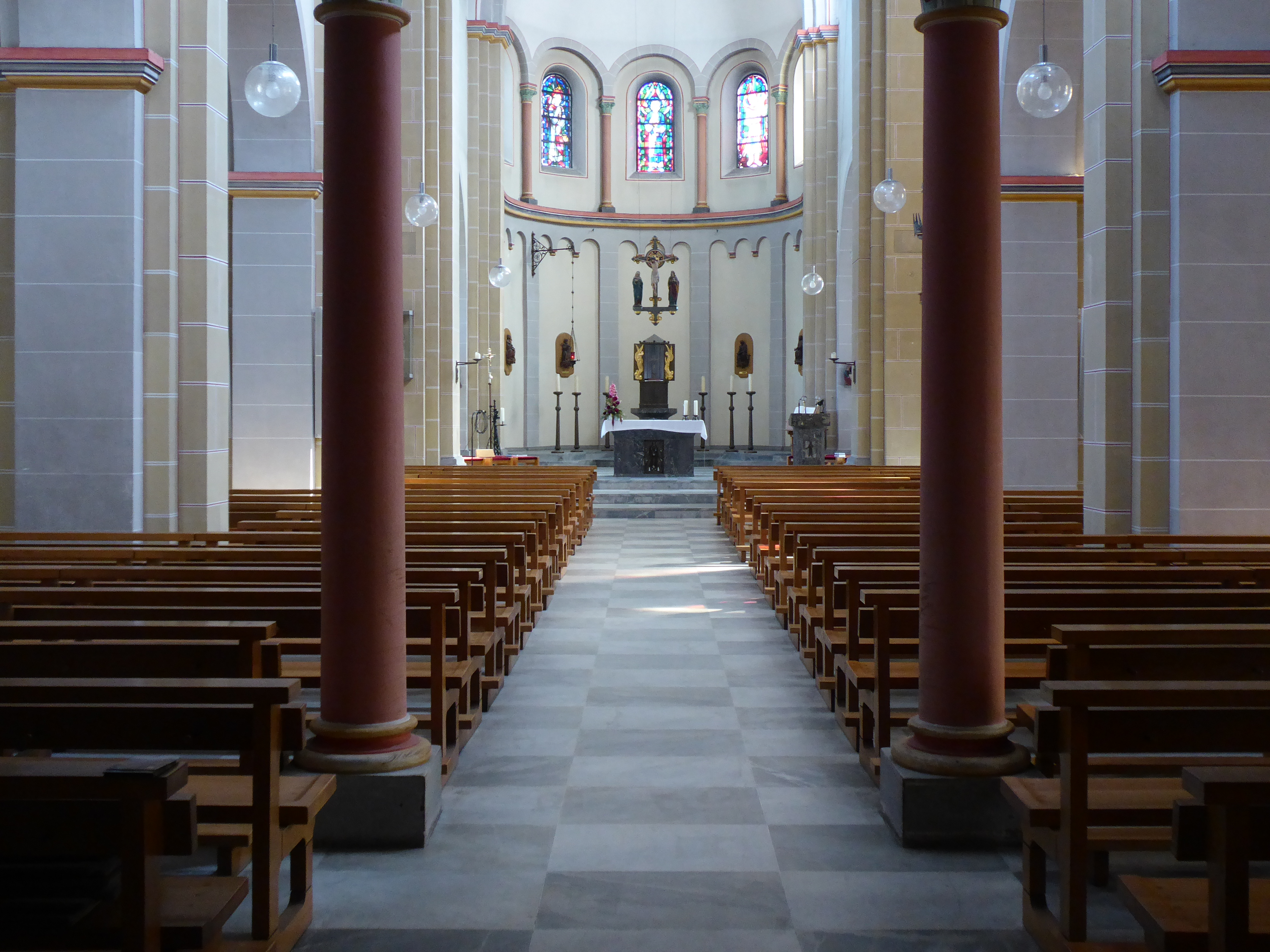
Blick aus der Turmhalle Richtung Chor

Sankt Augustinus ist die römisch-katholische Pfarrkirche zu Menden, einem Ortsteil von Sankt Augustin (Rhein-Sieg-Kreis) in Nordrhein-Westfalen. Sie gehört zum Katholischen Seelsorgebereich Sankt Augustin im Kreisdekanat Rhein-Sieg-Kreis des Erzbistums Köln.

## Geschichte
Die Pfarrkirche St. Augustinus ersetzt die Alte Kirche von Menden. Ihre Grundmauern finden sich nördlich der neuen Kirche. Der Neubau wurde wegen des starken Bevölkerungswachstums im Ort notwendig. Der aus dem Kirchturm der Alten Kirche stammende Grundstein zum Neubau von St. Augustinus wurde am 31. August 1890 gelegt. Die repräsentative neuromanische dreischiffige Basilika auf kreuzförmigem Grundriss wurde am 6. Oktober 1892 eingeweiht. Der Neubau folgt nicht der traditionellen Ostung, sondern der Chor der Kirche ist nach Süden ausgerichtet. Die Alte Kirche wurde 1896 niedergelegt.
Im November 2022 wurde hier ein Flötenkonzert, unter anderem mit der Titelmelodie des Märchenfilms Drei Haselnüsse für Aschenbrödel aufgenommen. Das Projekt setzte sich aus 35 Personen zusammen.

## Orgel
In St. Augustinus befindet sich eine Orgel aus der Bonner Werkstatt Orgelbau Klais. Sie wurde 1939 als Opus 926 erbaut und zuletzt im Jahre 2002 restauriert. Die Orgel verfügt über zwei Manuale, Pedal und 22 klingende Register. Als drittes Manualwerk (spielbar auf dem 2. Manual) wurde das ehemalige Rückpositiv integriert. Der ehemalige Prospekt wurde rechtsseitig im Turmeingang als Zierde angebracht, das Werk jedoch oberhalb der neuen Orgel.
| I Hauptwerk   |     |
| Quintadena 0  | 16′ |
| Prinzipal     | 08′ |
| Gemshorn      | 08′ |
| Querflöte     | 04′ |
| Waldflöte     | 02′ |
| Mixtur III-IV |     |
| Bombarde      | 16′ |

| II Schwellwerk   |       |
| Liebl. Gedackt 0 | 08′   |
| Weidenflöte      | 08′   |
| Schwebung        | 08′   |
| Blockflöte       | 04′   |
| Nasard           | 1 ⁄3′ |
| Krummhorn        | 08′   |

| II Rückpositiv (Alte Orgel) |       |
| Prinzipal                   | 04′   |
| Schwegel                    | 02′   |
| Sesquialter II 0            | 2 ⁄3′ |
| Cymbel II-III               |       |

| Pedal        |     |
| Contrabass 0 | 16′ |
| Subbass      | 16′ |
| Octavbass    | 08′ |
| Bassoktave   | 04′ |
| Posaune      | 16′ |

- Koppeln:
  - Normalkoppeln: II/I, I/P, II/P
- Spielhilfen: 2 freie Kombinationen, eine freie Pedalkombination, Tutti, Absteller für Zungen, Absteller für Quintadena, Walze, Schwelltritt, Walze ab, Auslöser.

## Glocken
Vom Turm der Augustinus-Kirche erklingt das Motiv „O Heiland, reiß die Himmel auf“. Die drei großen Glocken wurden im Jahre 1924 vom Bochumer Verein für Gussstahlfabrikation in Unterseptrippe gegossen. Die kleine Glocke stammt noch aus dem Jahre 1853 und wurde von Christian Claren aus Sieglar gegossen.
| Nr. | Name       | Durchmesser (mm) | Masse (kg) | Schlagton (HT-1/16) | Inschrift |
| 1   | Johannes   | 1576             | 1571       | cis1 +3             | „Die Stimme des Rufers in der Wüste, bereitet den Weg des Herrn.“ (Übers.) |
| 2   | ?          | 1380             | 1100       | e1 +0               | „Von Blitz und Unwetter, befreie uns, Herr.“ (Übers.) |
| 3   | ?          | 1260             | 942        | fis1 +5             | „Von Pest, Hunger und Krieg, befreie uns, Herr.“ (Übers.) |
| 4   | Augustinus | 963              | 525        | gis1 +11            | „Werde ich gezogen, so horche, rufe ich zum Gottesdienst, so komme ich rufe die Lebenden * die Verstorbenen beweine ich * den wahren Gott lobe ich und verherrliche die Feste zur Ehre Gottes unter dem Schutz des hl. Augustin und Jesus * Maria und Joseph. Gegossen unter Pastor Dohm von Christian Claren in Sieglar am 23. Juli 1853.“ |